# Lagidium viscacia
Lagidium viscacia là một loài động vật có vú trong họ Chinchillidae, bộ Gặm nhấm. Loài này được Molina mô tả năm 1782.
Loài này được tìm thấy ở Argentina, Peru, Chile, Bolivia. Chúng sinh sống thành bầy nhỏ trong các núi đá.

## Hình ảnh

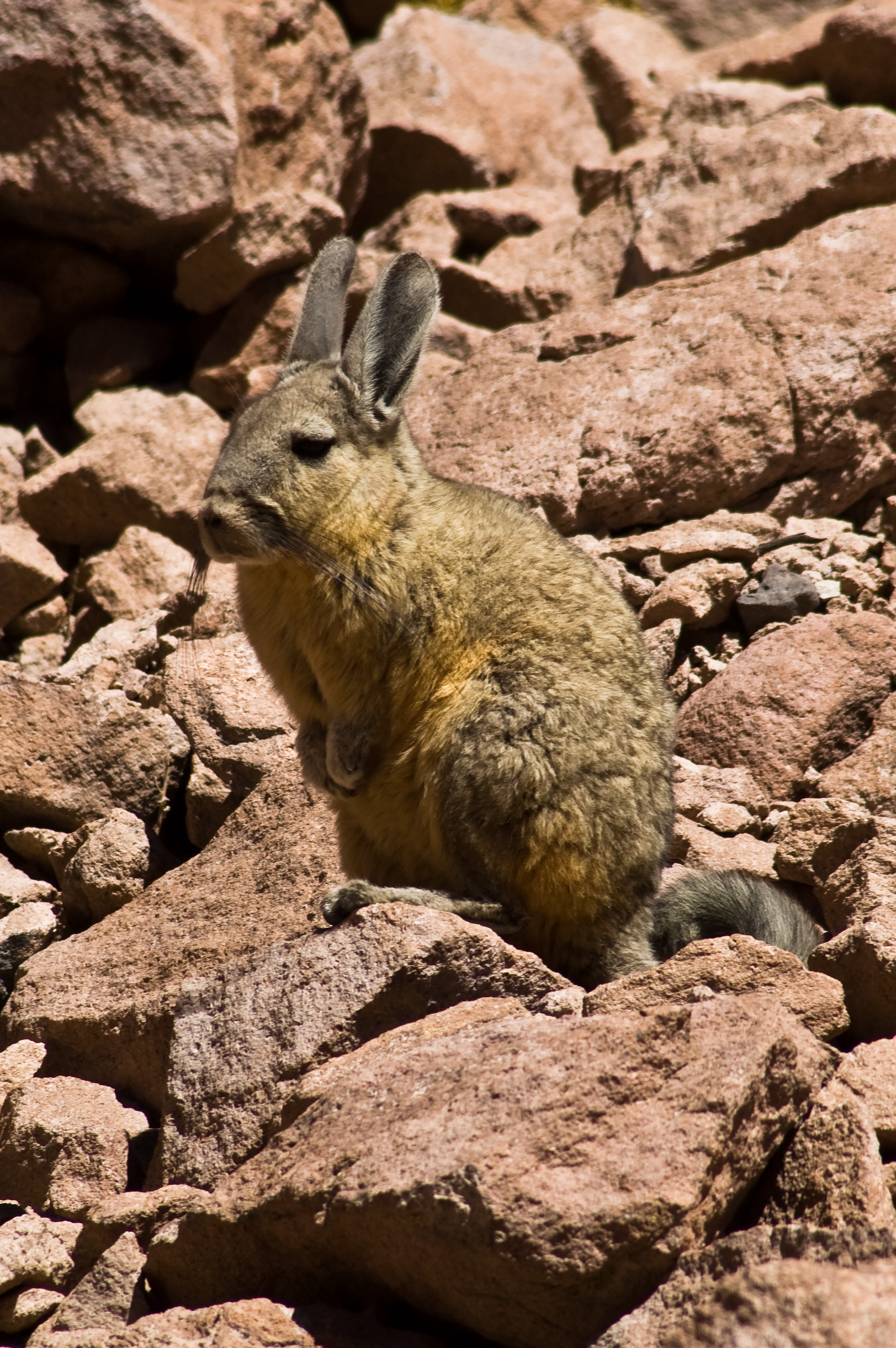
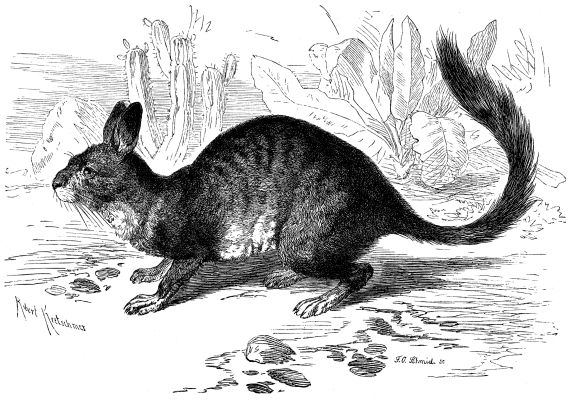
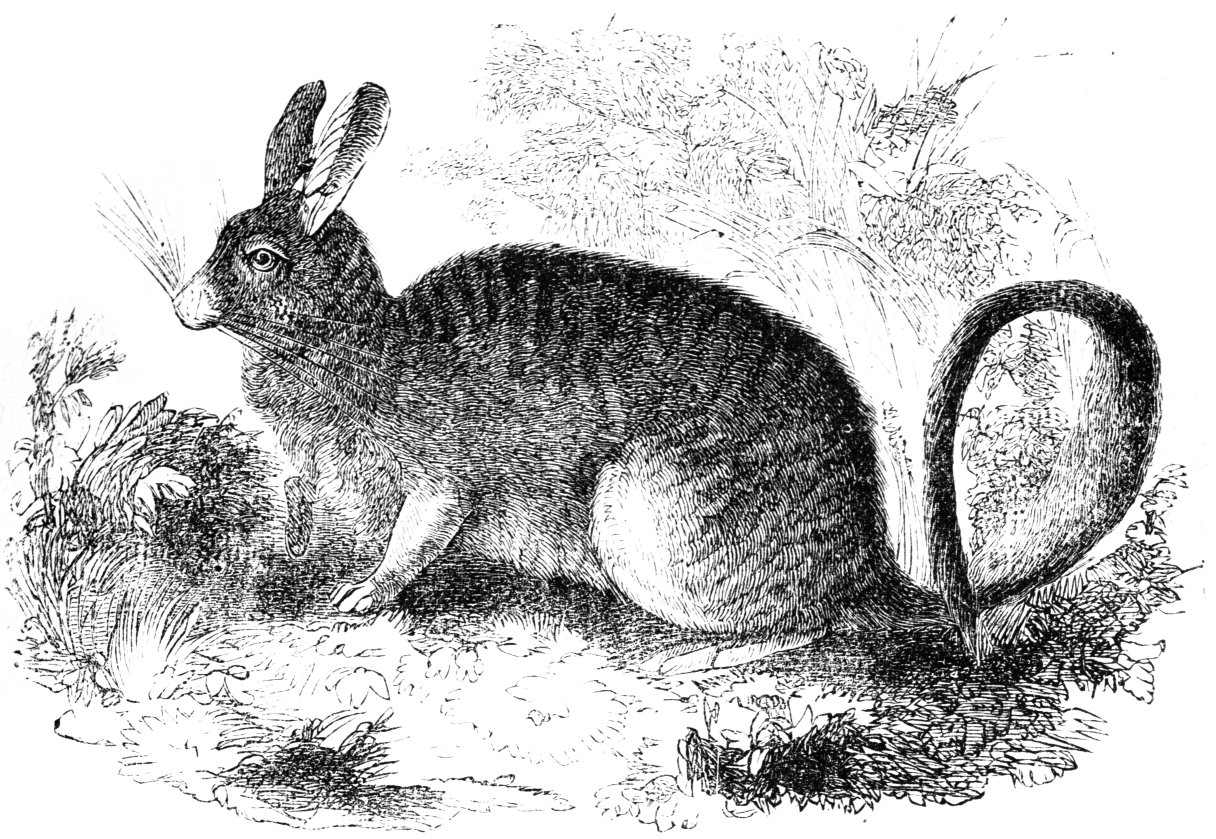
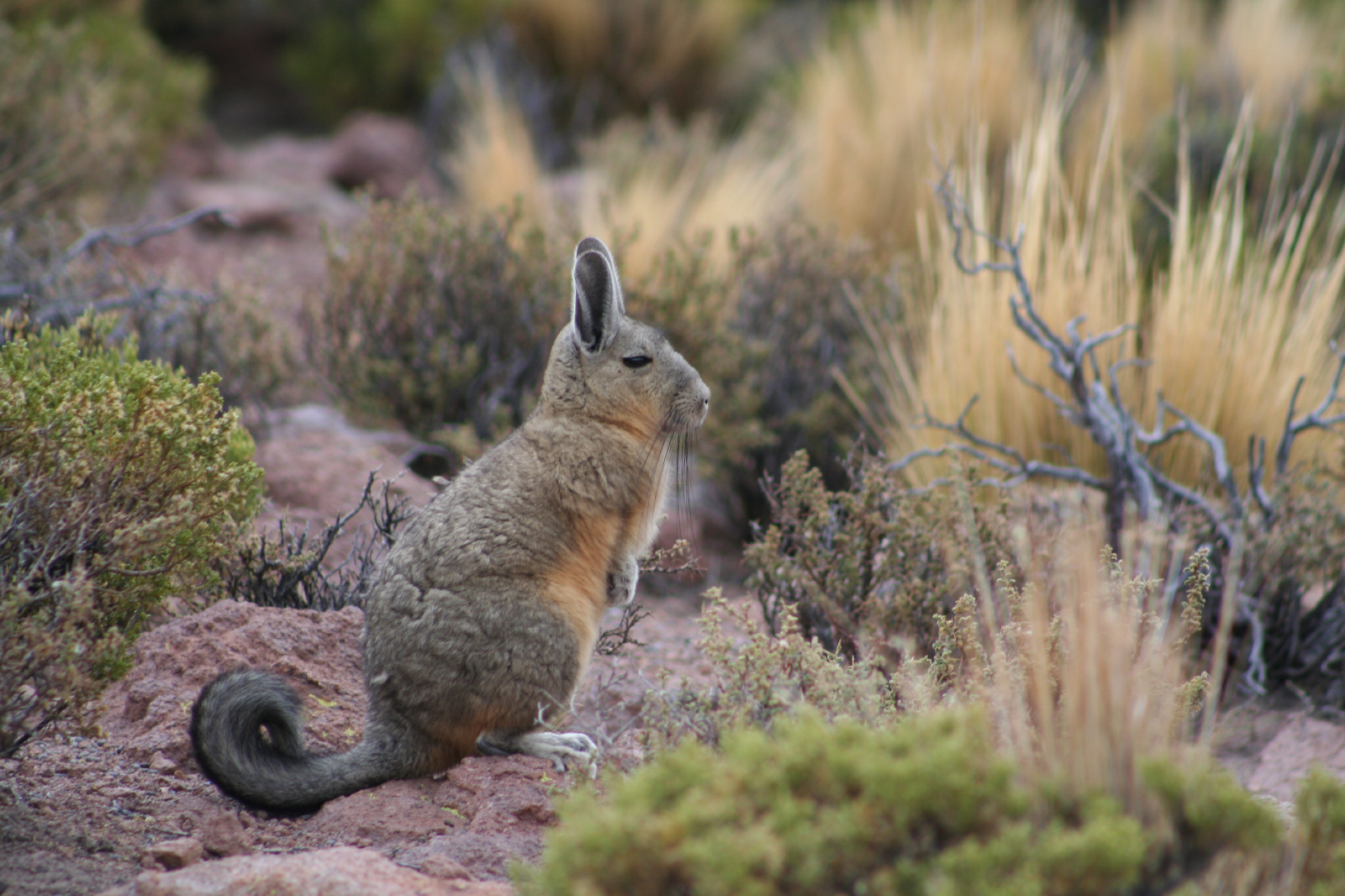